# Marlin Perkins
Marlin Perkins (Carthage, 28 marzo 1905 – Saint Louis, 14 giugno 1986) è stato uno zoologo e conduttore televisivo statunitense, noto soprattutto come presentatore del programma televisivo Wild Kingdom dal 1963 al 1985.

## Biografia
Perkins nacque il 28 marzo 1905 a Carthage, nel Missouri; era il più giovane dei tre figli di Joseph Dudley Perkins e Mynta Mae (nata Miller) Perkins. Quando aveva sette anni, sua madre lo allattò per un grave attacco di polmonite e morì a causa della malattia stessa. Il padre in lutto mandò i suoi due fratelli maggiori a una scuola privata, e Marlin fu mandato nella fattoria di sua zia Laura a Pittsburg, nel Kansas, dove frequentò la scuola pubblica. Nell'autunno del 1919 entrò nell'Accademia militare di Wentworth.
Perkins frequentò brevemente anche l'Università del Missouri che abbandonò per diventare operaio presso il Parco zoologico di Saint Louis. Qui divenne poi responsabile dei rettili nel 1928. Dopo essere stato assunto come curatore del Buffalo Zoological Park a Buffalo, New York, Perkins fu infine promosso direttore nel 1938. Fu poi direttore al Lincoln Park Zoo di Chicago, Illinois, dal 1944 al 1962, quando tornò allo zoo di St. Louis, questa volta come direttore . Durante la sua permanenza al Lincoln Park Zoo, Perkins si unì a Sir Edmund Hillary come zoologo per una spedizione sull'Himalaya nel 1960 alla ricerca del leggendario Yeti.
Perkins fu il presentatore di Zoo Parade, un programma televisivo trasmesso sulla stazione NBC WNBQ-TV (ora WMAQ-TV) ambientato anche al Lincoln Park Zoo quando ne era il direttore. Durante una prova di Zoo Parade, fu morso da un serpente a sonagli, uno dei tanti morsi di serpenti velenosi che Perkins subì durante la sua carriera (nel corso degli anni fu anche morso da una vipera del Gabon). Sebbene l'incidente sia avvenuto durante una prova e non sia stato filmato, diventò una sorta di leggenda metropolitana.
Come risultato del suo lavoro in Zoo Parade a Perkins fu offerto un nuovo programma TV, nel 1963, per il quale la maggior parte degli americani lo ricordano: Wild Kingdom (meglio noto in Italia come Nel regno della natura). La fama acquisita nella sua carriera televisiva permise a Perkins di diventare un sostenitore della protezione delle specie in via di estinzione e attraverso Wild Kingdom fece conoscere a molti americani queste problematiche e i vari movimenti per la conservazione delle specie in pericolo di estinzione. Perkins contribuì anche a stabilire il Wild Canid Survival and Research Center (WCSRC), con sede vicino a St. Louis nel 1971. Questo centro fu determinante nel salvare diversi lupi i quali furono reinseriti nei loro habitat naturali.
Perkins si ritirò da Wild Kingdom nel 1985 per motivi di salute ma rimase con lo zoo di Saint Louis come direttore emerito fino alla sua morte, il 14 giugno 1986, per l'aggravarsi di un cancro linfomatico; oggi riposa nel Park Cemetery di Carthage, Missouri.